# Lightning Strikes (Tokyo Blade)
Lightning Strikes è un EP del gruppo musicale britannico Tokyo Blade, pubblicato nel 1984 dalla Powerstation Records.

## Il disco
Primo extended play del gruppo, contiene il brano Lightning Strikes, che sarà in seguito incluso nell'album Night of the Blade in versione registrata daccapo e con le parti vocali cantate da Vic Wright. Il disco non è mai stato ripubblicato in formato CD, ma le tracce sono state incluse all'interno della riedizione rimasterizzata dell'album Night of the Blade del 1998.

## Tracce
Testi di Al Marsh, musiche di Andy Boulton.
1. Lightning Strikes – 4:31
2. Fever – 3:28
3. Attack Attack – 3:37

Durata totale: 11:36

## Formazione
- Al Marsh - voce
- Andy Boulton - chitarra
- John Wiggins - chitarra
- Andy Wrighton - basso
- Steve Pierce - batteria